# Perlbeere

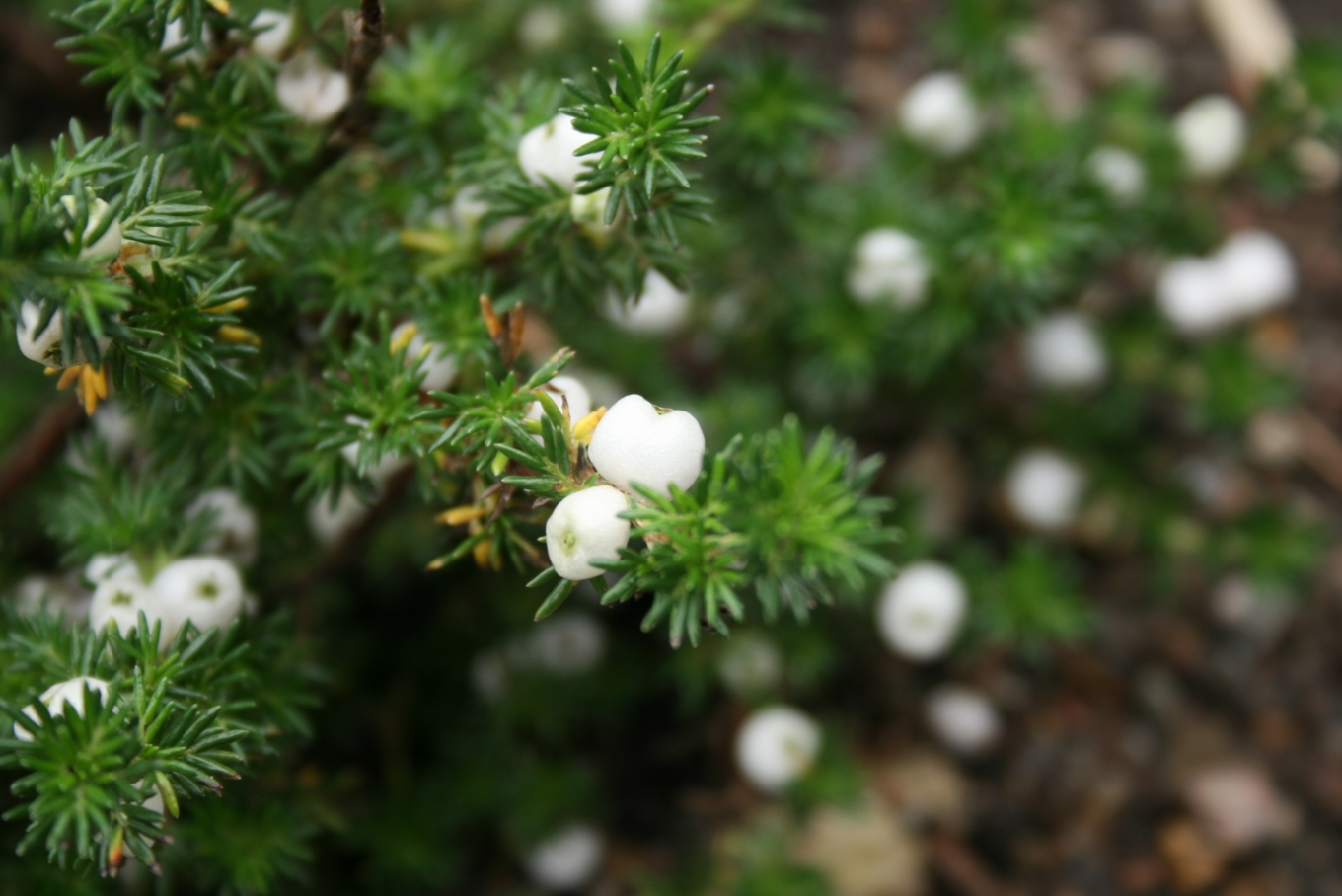
Zweig mit Laubblättern und Früchten

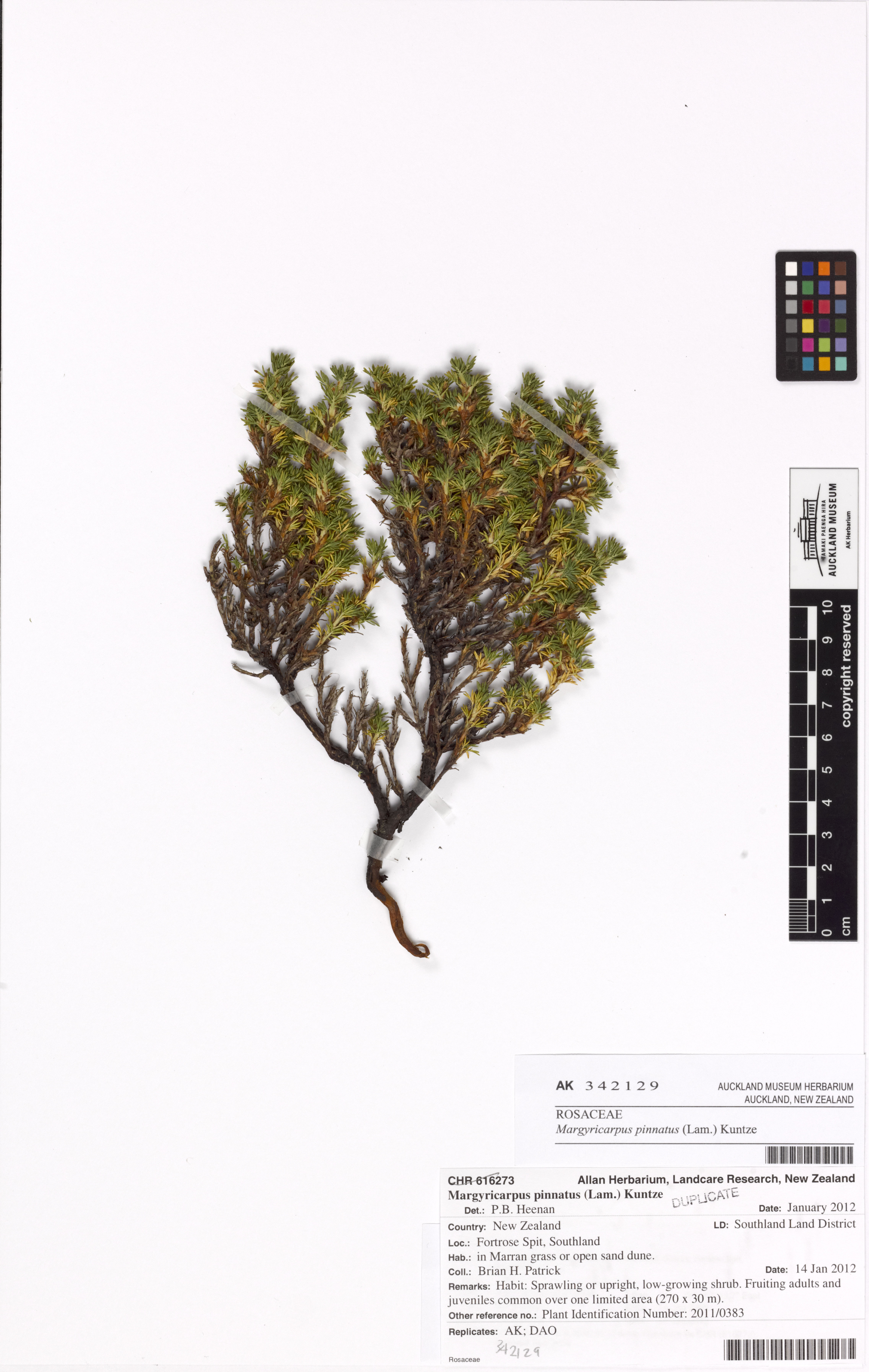
Herbarexemplar

Die Perlbeere (Margyricarpus pinnatus) ist eine Pflanzenart aus der Familie Rosengewächse (Rosaceae).

## Merkmale
Die Perlbeere ist ein gut verzweigter, immergrüner Zwergstrauch, der eine Wuchshöhe bis 30 Zentimeter und eine Breite bis 1,5 Meter erreicht. Die Zweige sind niederliegend bis aufsteigend.
Die wechselständigen Laubblätter sind unpaarig gefiedert. Die 7 bis 15 sitzenden, linealischen und spitzen bis stachelspitzigen, ganzrandigen Blättchen sind 1,4–1,8 Zentimeter lang und bis 1–1,2 Millimeter breit, sie sind am Rand umgerollt. Die Langtriebblätter weisen eine schwach verdornende Mittelrippe auf. Die kleinen, flaumig behaarten, bewimperten Nebenblätter sind mit der Basis des Blattstieles verwachsen.
Die zwittrigen, radiärsymmetrischen und sitzenden Blüten erscheinen meist einzeln in den Blattachseln. Die einfache Blütenhülle ist vier- oder fünfzählig, die Kronblätter fehlen. Es sind bis zu drei kurze Staubblätter mit kurzen Staubfäden und großen Staubbeuteln vorhanden. Das einzelne, unterständige Fruchtblatt überragt den Blütenbecher nicht und enthält nur eine Samenanlage. Der Griffel ist kurz, mit pinselförmiger Narbe.
Die 7–9 Millimeter große, rundliche und weiche, einsamige Frucht (Scheinfrucht) ist weiß bis rosa getönt, beerenähnlich mit einem fleischigen, aufgeblasenen Hypanthium und Kelchresten an der Spitze. Sie bleibt oft noch länger an der Pflanze stehen. Die Samen (Achänen) sind bis 4 Millimeter groß.
Die Blütezeit reicht von April bis Juni.

## Vorkommen
Die Perlbeere kommt im subtropischen bis gemäßigten westlichen Südamerika auf Sand- und Felsfluren vor.

## Nutzung
Die mild-säuerlichen Früchte sind essbar und werden roh und gekocht verwendet.
Die Perlbeere wird selten als Zierpflanze für Alpinhäuser und Steingärten genutzt. Sie wird in der Volksmedizin genutzt.

## Systematik
Diese Art wurde 1785 unter dem Namen Empetrum pinnatum durch Jean-Baptiste de Lamarck in Encyclopédie Méthodique, Botanique, 1, S. 567 erstveröffentlicht. Sie wurde 1898 durch Carl Ernst Otto Kuntze in Revisio Generum Plantarum, 3 (3), S. 77 in die Gattung Margyricarpus gestellt. Weitere Synonyme für Margyricarpus pinnatus (Lam.) Kuntze sind: Ancistrum barbatum Lam., Margyricarpus imberbis C.Presl, Margyricarpus laevis Willd., Margyricarpus setosus Ruiz & Pav.
Die Gattung Margyricarpus gehört zur Subtribus Sanguisorbinae aus der Tribus Sanguisorbeae in der Unterfamilie Rosoideae innerhalb der Familie Rosaceae.
Bei einigen Autoren enthält diese Gattung eine zweite Art Margyricarpus digynus (Bitter) Skottsb. Einige Autoren (beispielsweise Kalkman 2004) stellen die etwa acht Arten der Gattung Tetroglochin Poeppig in diese Gattung. Damit wären es insgesamt zehn Arten statt nur einer.